# Zygaena ephialtes
Zygaena ephialtes este o specie de molie din familia Zygaenidae, superfamilia Zygaenoidea, ordinul Lepidoptera. Această specie poate fi întâlnită în majoritatea Europei, în afara statelor Irlanda, Marea Britanie, Olanda, Portugalia, Fennoscandia, Danemarca, Estonia și Letonia. 

## Descriere
Zygaena ephialtes are o anvergură ce variază între 35 și 40 de mm. Aripile anterioare sunt albastru-închise, cu cinci sau șase puncte a căror culoare variază, ele putând fi roșii, galbene sau albe. De obicei aceste puncte sunt roșii, în timp ce linia de pe abdomen este galbenă sau roșie. Aripile posterioare sunt roșii, galbene sau complet negre.
Omizile au o lungime de aproximativ 22 de mm. Ca și aspect, sunt galben-verzui și au câteva modele longitudinale cu puncte negre. Ouăle sunt verde pal, iar pupa este galben-brună.

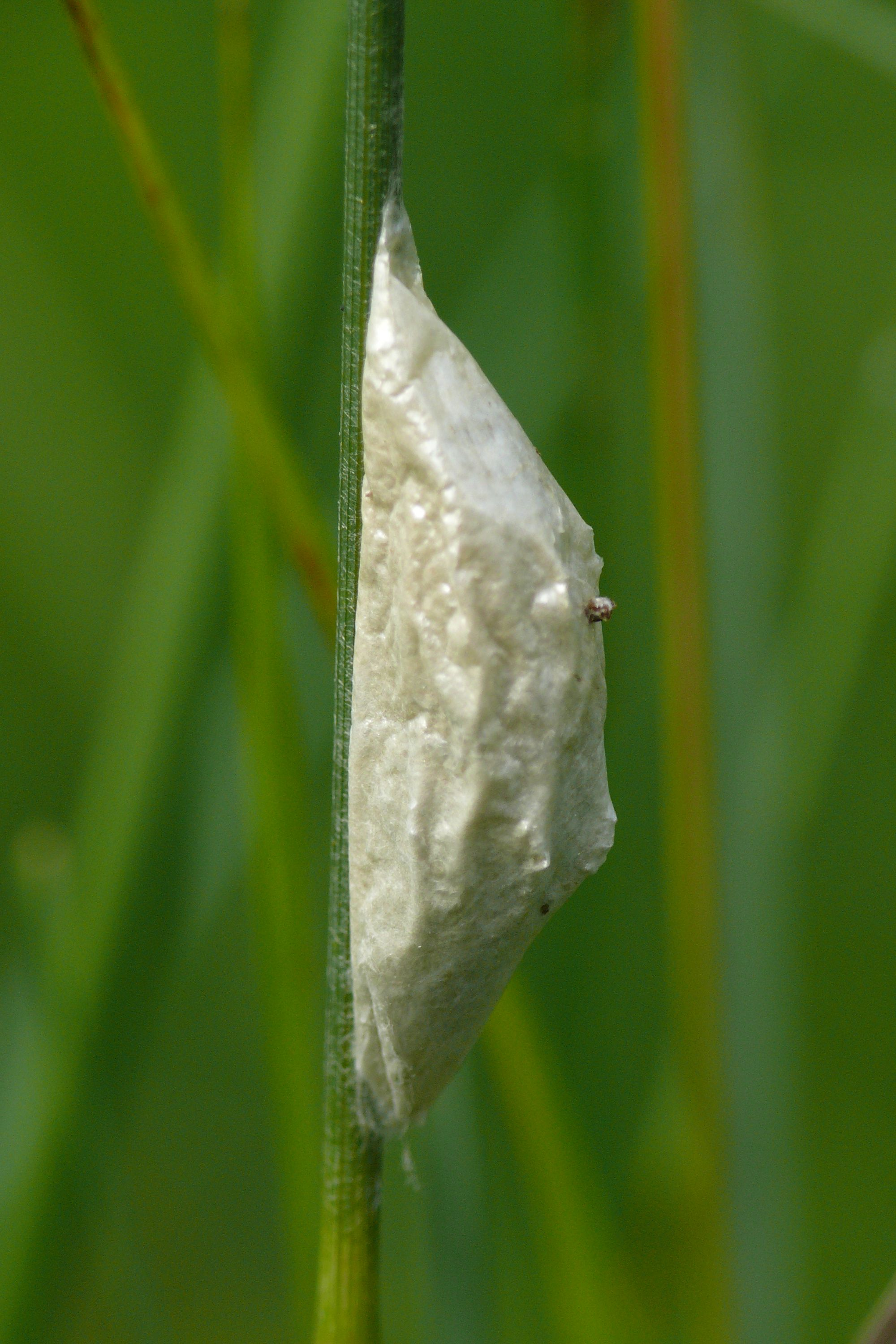
Cocoon

Adulții (moliile) zboară într-o singură generație de la începutul lui iulie până în august. Omizile pot fi întâlnite în septembrie și după perioada hibernală până în luna iunie din anul următor. Femelele depun ouăle pe plantele cu care se hrănesc omizile. În majoritatea cazurilor, omizile trec prin mai multe ierni până să se transforme în pupă.
larvele au ca principală sursă de hrană Coronilla varia și Coronilla emerus, dar și Thymus serpyllum, Hippocrepis comosa și alte tipuri de Trifolium (trifoi).
Această specie este polimorfă și are diverse forme mimetice. 

## Subspecii
- Zygaena ephialtes ephialtes
- Zygaena ephialtes albaflavens Verity, 1920
- Zygaena ephialtes albarubens Verity, 1946
- Zygaena ephialtes athamanthae (Esper, 1789)
- Zygaena ephialtes bohemia Reiss, 1922
- Zygaena ephialtes chalkidikae Holik, 1937
- Zygaena ephialtes corcyrica Rauch, 1981
- Zygaena ephialtes coronillae (Denis & Schiffermuller, 1775)
- Zygaena ephialtes danastriensis Holik, 1939
- Zygaena ephialtes istoki Silbernagel, 1944
- Zygaena ephialtes ligus Verity, 1946
- Zygaena ephialtes lurica Dujardin, 1965
- Zygaena ephialtes medusa (Pallas, 1771)
- Zygaena ephialtes meridiei Burgeff, 1926
- Zygaena ephialtes pannonica Holik, 1937
- Zygaena ephialtes peucedani (Esper, 1780)
- Zygaena ephialtes podolica Holik, 1932
- Zygaena ephialtes retyesati Holik, 1948
- Zygaena ephialtes roussilloni Koch, 1940
- Zygaena ephialtes smolikana Naumann & Rose, 1981
- Zygaena ephialtes tambovensis Holik & Sheljuzhko, 1953
- Zygaena ephialtes taurida Holik & Sheljuzhko, 1953
- Zygaena ephialtes transpadana Verity, 1946
- Zygaena ephialtes tymphrestica Holik, 1948[2]